# Кучкі (Лодзинське воєводство)
Кучкі (пол. Kuczki) — село в Польщі, у гміні Унеюв Поддембицького повіту Лодзинського воєводства.
Населення — 117 осіб (2011).
У 1975-1998 роках село належало до Конінського воєводства.

## Демографія
Демографічна структура станом на 31 березня 2011 року:
|          | Загалом | Допрацездатний вік | Працездатний вік | Постпрацездатний вік |
| -------- | ------- | ------------------ | ---------------- | -------------------- |
| Чоловіки | 55      | 7                  | 36               | 12                   |
| Жінки    | 62      | 5                  | 22               | 35                   |
| Разом    | 117     | 12                 | 58               | 47                   |